# Сако, Микаэль
Микаэль Сако Йоргенсен (дат. Michael Zacho Jørgensen; род. 11 ноября 1996, Орхус) — датский футболист, игравший на позиции полузащитника.

## Клубная карьера
Пришёл в систему «Орхуса» в 12 лет. В 14 лет проходил стажировку в «Ливерпуле», однако закрепится в Англии молодому игроку не удалось. Он вернулся в «Орхус», с которым впоследствии и подписал контракт.
30 мая 2015 года, в поединке последнего тура чемпионата Дании 2014/2015, Сако впервые появился на поле в профессиональном футболе, заменив на 76-й минуте Давита Скритладзе. В сезоне 2015/2016 преимущественно выступал за молодёжную команду, однако всё же появился на поле трижды.
Сезон 2016/2017 начал основным запасным, появляясь каждый раз на поле в концовках матчей.
В январе 2018 года отправился до конца сезона на правах аренды в клуб второго дивизиона «Брабранд». Весной стало известно, что контракт с 21-летним футболистом не будет продлён и он покинет «Орхус».

## Карьера в сборной
Выступал за юношеские сборные Дании различных возрастов. Все проведённые им игры являлись товарищескими.